# Песни моря
«Песни моря» (рум. Cîntecele mării) — советско-румынский музыкальный фильм-ревю 1970 года.
В начале 1970-х приобрел в СССР большую популярность благодаря песням Темистокле Попы (русский текст Роберта Рождественского) и обаянию румынского актера и певца Дана Спэтару, сыгравшего в дуэте с Натальей Фатеевой (за неё за кадром пела Лариса Мондрус).
Фильм снимался одновременно на русском и румынском языках, поэтому монтаж кадров и дубли в обеих версиях различаются.

## Сюжет
Самодеятельный музыкальный коллектив румынских студентов из города Констанца собирается попасть на Сочинский фестиваль, но они не знают текста обязательной песни. Тем временем текст обязательной песни кочует по всей стране по причине того, что его выкрал некий человек из одного московского архива. Вскорости Нина Денисова (Наталья Фатеева), представитель Сочинского фестиваля, приезжает в тот город (в Констанцу), где находился сам ансамбль, руководимый студентом Михаем (Дан Спэтару). Нина понравилась Михаю, и в сюжет вплетается любовная история.
В поездке на поезде в Бухарест Михай узнал мелодию обязательной песни, подслушав бандитов-скрипачей по сигналу Нины («Это обязательная песня»), выучив её наизусть и продирижировав её для своей команды. Жюри единогласно решило выдвинуть эту студенческую группу на фестиваль. Перед поездкой в Сочи у Михая с Ниной произошла временная размолвка из-за Сильвии, одной из участниц ансамбля. На теплоходе все герои отправляются в Сочи, где и должен состояться фестиваль.

## В ролях
- Дан Спэтару — Михай
- Наталья Фатеева — Нина Денисова
- Река Надь[рум.] (в титрах Рэка Ногь) — Сильвия
- Йон Дикисяну — гангстер
- Иоана Анастасиу
- Анка Пандря[вд] — первая студентка
- Валентина Мальянова[вд] — вторая студентка
- Штефан Бэникэ — Тома
- Эмиль Хоссу
- Думитру Кеса
- Мирча Константинеску
- Мирела Гитеску
- Валентина Куценко — секретарь, считающая в комиссии голоса
- Петер Паульхофер
- Марина Лобышева
- Людмила Смарагдова

## Съемочная группа
- Авторы сценария:
  - Борис Ласкин
  - Франчиск Мунтяну
- Режиссёр: Франчиск Мунтяну
- Операторы:
  - Александр Шеленков
  - Иоланда Чен-Ю-Лан
- Композиторы:
  - Темистокле Попа
  - Марк Фрадкин

Мини-альбом (миньон) «Музыка из кинофильма ПЕСНИ МОРЯ»

- Текст песен: Роберт Рождественский
- Исполнение песен:
  - Дан Спэтару
  - Лариса Мондрус

В 1971 году была выпущена пластинка с четырьмя песнями из фильма (Мелодия, Д 00030081-2).